# Джон Браунинг
Джон Браунинг (на английски: John Browning) е американски оръжеен конструктор, работил и в Белгия.

## Биография
Роден е на 23 януари 1855 г. в Огдън в мормонско семейство. Получава първия си патент през 1879 г. В САЩ създава оръжия за „Winchester“, „Colt“ и „Remington“, а от 1896 г. работи за белгийската фирма FN Herstal в Ерстал. Най-голяма известност му донася автоматичният (самозареждащ се) пистолет, патентован от FN Herstal.
По-късно Браунинг разработва подобни системи за американската армия във фирмата на Самюъл Колт. През целия си трудов живот Джон Браунинг създава 37 модела нарезни и 18 модела гладкоцевни оръжия. Общо Браунинг притежава 128 патента.
Конструкциите на Браунинг неведнъж са копирани или подражавани от специалисти от други страни. Така например съветският конструктор Фьодор Токарев използва решения на Браунинг при създаването на знаменития модел ТТ.
Браунинг умира на 26 ноември 1926 г. в Лиеж.